# Thomasomys pyrrhonotus
Thomasomys pyrrhonotus är en däggdjursart som beskrevs av Thomas 1886. Thomasomys pyrrhonotus ingår i släktet paramoråttor, och familjen hamsterartade gnagare. IUCN kategoriserar arten globalt som sårbar. Inga underarter finns listade i Catalogue of Life.
Arten förekommer i södra Ecuador och i nordvästra Peru. Den lever i regioner mellan 2300 och 4000 meter över havet. Habitatet utgörs av bergsskogar och av landskapet Páramo. Individerna är nattaktiva.